# Diadenis Luna
Diadenis Luna (n. 11 septembrie 1975, Santiago de Cuba, Cuba) este o sportivă ce a reprezentat Cuba, medaliată olimpică. A participat la o ediție a Jocurilor Olimpice (1996) în care a câștigat o medalie de bronz.

## Participări
Lista de mai jos prezintă principalele competiții la care a participat Diadenis Luna de-a lungul carierei.
- judo at the 1996 Summer Olympics – women's 72 kg[*]